# Théophile Bader
Pour les articles homonymes, voir Bader.
Théophile Bader, né le 24 avril 1864 à Dambach-la-Ville en Alsace et mort à Paris 16e le 16 mars 1942, est le cofondateur des Galeries Lafayette.

## Biographie
Théophile Bader naît de Cerf Bader et d'Adèle Hirstel, petits commerçants juifs, issus de familles de possesseurs de vignes et de marchands de bestiaux. En 1808, en vertu du décret napoléonien obligeant les Juifs à choisir pour eux et leurs enfants un patronyme fixe, un de ses ancêtres, Jacques Lévy, choisit celui de Bader. L'une des possibilités serait qu'il l'emprunta à l’un de ses amis non juif. Après la défaite de 1870 et l'annexion de l'Alsace-Lorraine à la Prusse, les Bader, très attachés à la France, s'installent à Belfort, où Théophile continue ses études. À l'âge de 14 ans, ses parents l'envoient à Paris chez un parent travailler dans la confection.
En 1894, Théophile Bader et son cousin Alphonse Kahn ouvrent la mercerie Les Galeries, sur une surface de 70 m2,.
Le 21 décembre 1895, ils font l'acquisition de la totalité de l'immeuble du 1, rue La Fayette. La société en nom collectif (SNC) est transformée en Société anonyme des Galeries Lafayette le 1er septembre 1899. Dès cette époque, les Galeries possèdent leurs propres ateliers de fabrication et de confection (Société parisienne de confection) qui existeront jusque dans les années soixante, période de l'arrivée sur le marché du prêt-à-porter.
En 1909, Ernest Wertheimer et Émile Orosdi, futurs associés des Parfums Chanel, accordent un prêt de 800 000 francs aux Galeries Lafayette pour l'achat d'un immeuble voisin. En 1912, Alphonse Kahn se retire de la gestion opérationnelle mais continue à partager avec son cousin Théophile Bader, dont les deux filles épousent l'une Raoul Meyer et l'autre Max Heilbronn (fondateur de Monoprix), la présidence du conseil d'administration.
Théophile Bader met en place une caisse de secours, une pouponnière et une caisse de retraite avant l'institution des caisses obligatoires.
De 1916 à 1926, les Galeries Lafayette s'implantent en province (Nice, Lyon, Nantes et Montpellier notamment). Durant les années 1920, Théophile Bader tentera d'étendre son activité à d'autres pays mais il rencontrera toutefois un succès limité. Il investira personnellement dans plusieurs entreprises, dont notamment D'Orsay (en 1916), Vionnet & Cie. Il sera l'un des premiers à vendre dans son grand magasin du prêt-à-porter, copie de modèles haute couture.
Le succès des Galeries Lafayette reposait et repose encore sur plusieurs principes : en premier lieu, combiner l’élégance et l’économie – impératif qui s’est traduit dans la pratique par l’offre d’articles à la dernière mode dans une gamme de prix telle qu’une femme, même peu aisée, peut s’approvisionner aux Galeries ; ne jamais transiger, ensuite, sur la qualité : « Ne vendre que du bon, le meilleur marché possible », telle est la devise du grand magasin, imprimée en caractères gras sur nombre d’affiches publicitaires. Conscient de la rapidité des rythmes de la mode et de son prix, Théophile Bader fait copier les tenues des élégantes par une première d’atelier qui les épie discrètement à l’Opéra et aux courses et en redessine les modèles. Ceux-ci sont ensuite réalisés dans des adaptations variées, en une semaine, dans les ateliers de confection des Galeries Lafayette, lesquels deviennent en 1917 la SPC, la Société parisienne de confection, appartenant aux Galeries Lafayette. Théophile obtient également l’exclusivité de créations (confections et matières premières – tissus, passementeries, soieries, etc.) par des fabricants divers. En 1905, il inaugure un service de ventes par correspondance basé sur l’envoi de catalogues. En démocratisant la mode, Théophile Bader s’inscrit dans la lignée de ces pionniers du commerce de masse, qui ont su exploiter les nouvelles conditions de vie des XIXe et XXe siècles – démographie en hausse, urbanisme, transports en commun, communications – pour affermir la société de consommation en transformant les modalités d’achat.
Des deux cousins, Théophile Bader est sans aucun doute le plus passionné par les questions de la mode et du commerce. En 1899, il constitue Les Galeries Lafayette en société anonyme et, entre 1906 et 1912, entreprend la rénovation totale du grand magasin. Il la confie d’abord à l’architecte Georges Chedanne (1906) puis à son élève Ferdinand Chanut (entre 1910 et 1912). Cette reconstruction et l’emploi de nouveaux moyens architecturaux vont permettre à Théophile de perfectionner la mise en œuvre à grande échelle de sa philosophie commerciale.
C’est essentiellement Chanut qui mettra tout son talent au service des concepts de Théophile. Le magasin est reconstruit sur le plan d’une structure ronde, centrée autour d’un hall immense au rez-de-chaussée. Visible du trottoir, celui-ci sera toujours réservé aux achats d’impulsion, tels que gants, mouchoirs, chapeaux, écharpes, parapluies, parfums, etc. Cinq étages, aux balcons décorés par Louis Majorelle, ceinturent la structure initiale. L’immeuble se termine, à 33 m de hauteur, par une coupole composée de dix faisceaux de vitraux peints, dans une armature métallique sculptée de motifs floraux. Cet agencement répond à la vision idéalisée de Théophile : une lumière venant de la coupole, devait baigner de jaune et d’or le rez-de-chaussée et son grand hall ainsi que les étages, et faire scintiller la marchandise. La décoration interne Art-déco et d’inspiration orientale, participe de cet esprit et transforme Les Galeries en un « bazar » de luxe où une abondance d’articles, d’accessoires et de vêtements toujours à la pointe de la mode est fiévreusement entretenue. Pôle d’attraction de l’extérieur, la mise en scène quasi théâtrale des Galeries Lafayette métamorphose l’endroit en lieu de féerie et de rêve dès que l’on y pénètre. Tous ces efforts imposent Les Galeries Lafayette comme leaders de mode dès les années qui précèdent la Grande Guerre.
En 1912, Théophile Bader rachète les parts d’Alphonse Kahn. Ayant assuré son assise commerciale à Paris, il entreprend, à partir de 1916, la conquête de la province et de l’étranger : il ouvre des filiales dans les grandes villes de France – Nice (1916), Lyon (1919), Montpellier, Nantes et Vichy (1926). Parallèlement, Les Galeries ouvrent des bureaux de vente à l’étranger, à commencer par Londres en 1920, puis Madrid (1922), Alexandrie (1923), etc. Structures intermédiaires, ces bureaux font la promotion des Galeries, centralisent les commandes et redistribuent les achats aux clients.
En 1932, à la suite de la crise économique, Théophile Bader engage sa créativité dans une direction commerciale presque opposée à celle des Galeries Lafayette : il institue, sur le modèle d’Uniprix, Monoprix, en ouvrant le premier magasin de la chaîne à Rouen. Par principe, Monoprix est situé au centre-ville et propose, sur une surface moyenne, des produits utilitaires et de consommation courante à des prix très bas. Bader a été parmi les premiers à appréhender à leur juste valeur les mécanismes du commerce de masse multi-spécialiste en mettant à la portée des classes défavorisées ce qui était, jusque-là, le privilèges des classes aisées, dans des termes moins luxueux. La réussite s’exprime pleinement quand 23 magasins Monoprix étoilent la France en 1939. Dès 1935 cependant, à la suite d’une grave maladie, Théophile Bader a délégué à ses deux gendres, Raoul Meyer et Max Heilbronn, la direction effective des Galeries et de toutes leurs succursales.
La personnalité de Théophile Bader comprend également une dimension de générosité. Mécène au goût prononcé pour les arts plastiques, la musique et l’opéra, il la manifeste déjà dans l’aménagement extérieur et intérieur, hautement artistique, du grand magasin parisien. Elle s’exprime encore dans son rôle de grand patron social : préoccupé par le bien-être de ses employés, il met en place une crèche pour les enfants des employées, une caisse de secours (1899) puis une caisse de prévoyance (1909), avant l’introduction du système national des retraites. Il suit en cela sa devise : « Les gens doivent être bien dans l’entreprise ». À l’époque, cette politique sociale était considérée comme libérale. Cette générosité s’exprime encore envers sa ville natale, à laquelle, en 1930, Théophile fournit gratuitement des tissus lors du renouvellement des uniformes de la fanfare municipale. En 1937, il invite, à ses frais, les musiciens à Paris.
Juif assimilé, Théophile Bader n’a pas tourné le dos à ses origines. Il épouse Jeanne Bloch (1873-1965) à la synagogue, respecte toutes les fêtes traditionnelles, en famille comme à la synagogue, et, sans être pratiquant, soutient largement nombre d’œuvres juives. Ses deux filles, Yvonne, épouse Meyer, et Paulette, épouse Heilbronn, ainsi que sa petite-fille, Léone-Noëlle Meyer seront mariées à la synagogue par le grand rabbin Jacob Kaplan. Grâce à sa petite-fille Léone-Noëlle Meyer, dont le fils David est devenu rabbin, le judaïsme se perpétue dans la famille.
Après la débâcle de 1940, Les Galeries Lafayette subissent un traitement d’« aryanisation » : Théophile Bader, Raoul Meyer, Max Heilbronn, les administrateurs du magasin ainsi que 129 employés juifs sont contraints de démissionner. Les familles Bader, Meyer et Heilbronn sont dépossédées de leurs biens. Protégés par les Allemands, le Suisse Aubert et l’industriel français Harlachol dirigent tout le groupe Les Galeries Lafayette. Heilbronn et Meyer s’engagent alors dans la résistance. Arrêté par la Gestapo, puis déporté à Buchenwald, Max Heilbronn revient en France en avril 1945. Après maintes activités clandestines, Raoul Meyer prend une part importante à la libération de Paris en 1944. En conséquence, un conseil d’administration particulier des Galeries Lafayette se réunit le 20 septembre 1944 : Aubert et Harlachol sont renvoyés et Les Galeries Lafayette remises aux mains de Raoul Meyer, en espérant le retour de Max Heilbronn.
Entretemps, Théophile Bader, qui en 1913 habitait au 40, avenue du Bois-de-Boulogne, future avenue Foch, s’était éteint à Paris en 1942, paralysé et spolié de ses biens. En 1946, la municipalité de Dambach-la-Ville décide d’honorer sa mémoire en donnant son nom à l’ancienne rue Clemenceau.
Aujourd’hui, Les Galeries Lafayette sont le dernier grand magasin français dirigé par les descendants directs de son fondateur.

### Vie privée
Un de ses cousins éloignés est Yves Attal père de Gabriel Attal,.

## Décoration
- Grand officier de la Légion d'honneur (14 avril 1932)

## Hommages
- Une rue de Dambach-la-Ville, sa ville natale, porte actuellement son nom[2].
- Une place Théophile-Bader a été inaugurée le 29 janvier 2018 dans le 9e arrondissement de Paris à l’intersection du boulevard Haussmann et des rues de la Chaussée-d'Antin, La Fayette et Halévy[6],[7].